# 홍해주 (수단)

홍해주의 위치

홍해주(紅海州, 아랍어: البحر الأحمر)는 수단 북동부에서 위치한 주(州)로, 주도는 포트수단이며 인구는 1,396,000명(2010년 기준), 면적은 218,887km2이다. 동쪽으로는 홍해와 접하며 수단과 이집트가 영유권을 주장하는 분쟁 지역인 할라입 트라이앵글과 접한다.